# شورش علیه انقراض
شورش علیه انقراض (به انگلیسی: Extinction Rebellion) (مخفف XR) یک جنبش  زیست‌محیطی جهانی با هدف اعلام شده به‌کارگیری از نافرمانی مدنی بدون خشونت برای اجبار دولت به منظور اجتناب از نقطه‌های عطف در سامانه آب و هوایی، از بین رفتن تنوع زیستی و خطر اجتماعی و فروپاشی بوم‌شناختی است. این جنبش در ماه مه ۲۰۱۸ توسط گیل بردبروک، سایمون برامول، راجر هالام، استوارت باسدن، به همراه شش بنیانگذار دیگر از گروه کمپین خیزش در استرود، گلاسترشر تأسیس شد.

اولین اقدام بزرگ آن اشغال دفاتر گرین‌پیس لندن در ۱۷ اکتبر ۲۰۱۸ بود که با راه‌اندازی عمومی در "اعلامیه شورش" در ۳۱ اکتبر ۲۰۱۸ در خارج از پارلمان بریتانیا دنبال شد. اوایل اکتبر ۲۰۱۸ بود که حدود صد نفر از دانشگاهیان فراخوانی برای اقدام در حمایت از آنها امضا کردند. در نوامبر ۲۰۱۸، پنج پل بر روی رودخانه تایمز در لندن به عنوان اعتراض مسدود شدند.

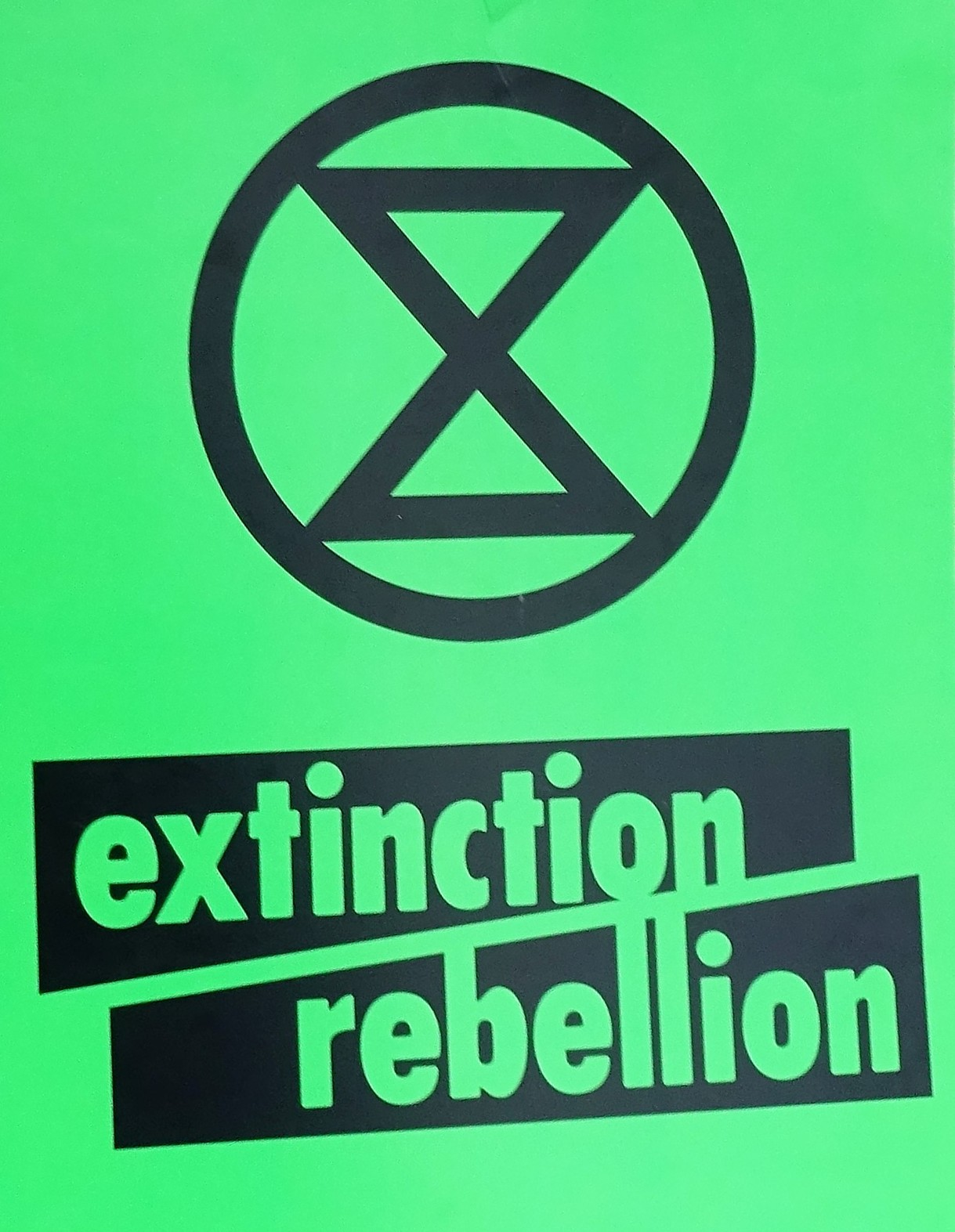
پلاکارد شورش علیه انقراض حاوی لوگوی‌تایپی آن با نماد انقراض